# ابوالحسین فارسی
ابوالحسین محمد بن حسین فارسی یا ابوالحسین فارسی از علمای نحو و لغت و دانشمندان قرن پنجم و خواهرزادهٔ ابوعلی فارسی فسوی نحوی معروف بود و به همین جهت به ابن اخت الفارسی شهرت یافته‌است. ابوعلی دایی او وی را پس از تکمیل کمالات خدمت صاحب بن عباد می‌فرستد و مورد توجه این وزیر دانشمند قرار می‌گیرد. بعد از این ابوالحسین مدتی به خراسان رفت و در نیشابور به تدریس نحو و ادب پرداخت. چند صباحی نیز امر وزارت سبکتکین را در غزنین پذیرفت. سپس در جرجان متوطن شد. او در سال ۴۲۱ هجری قمری درگذشت. کتاب الهجر، کتاب الهجاء، کتاب ماهیه الشعر، امانی فی النحو و الادب و مکاتبات از تألیفات او هستند.
‌